# 사카미치 시리즈
사카미치 시리즈(일본어: 坂道シリーズ)은 아키모토 야스시가 제작한 여성 아이돌 그룹 노기자카46와 사쿠라자카46, 요시모토자카46, 히나타자카46에서 「坂(사카)」의 자로 형성되는 그룹에 대하는 시리즈명이다.
사카미치 그룹, 46 그룹로 불리기도 하며, 단순히 46로 표기되기도 한다.

## 구성 그룹
2025년 8월 6일 현재
| 그룹           | 활동 개시일        | CD 데뷔일        | 활동 휴지일    | 그룹색 | 멤버수 | 비고 |
| -------------- | ------------------ | ---------------- | -------------- | ------ | ------ | --- |
| 노기자카46     | 2011년 8월 21일 -  | 2012년 2월 22일  |                | 보라   | 38     | |
| 사쿠라자카46   | 2015년 8월 21일 -  | 2016년 4월 6일   |                | 흰색   | 33     | 전 그룹명은 「케야키자카46」. 히라가나 케야키자카46(현 히나타자카46)와 구별하기 때문에, 「한자 케야키」라고 통칭됐다. 2020년 10월 13일을 기해 케야키자카46로서 활동 휴지, 동년 10월 14일부터 새로운 그룹명에 개명해, 활동 개시. 전 이미지 컬러는 초록. |
| 요시모토자카46 | 2018년 8월 20일    | 2018년 12월 26일 | 2022년 2월 5일 | 주황   | 62     | 요시모토흥업에 소속된 연예인을 중심으로 한 그룹. 2022년 2월 5일을 기해 활동을 휴지해, 현재 활동 휴지 중이다. |
| 히나타자카46   | 2015년 11월 30일 - | 2019년 3월 27일  |                | 하늘   | 29     | 케야키자카46의 언더 그룹 「히라가나 케야키자카46」 명의로 활동. 2019년 2월 11일에 그룹명 개명해, 단독 그룹의 되었다. 전 이미지 컬러는 황록. |

## 사카미치 연수생
사카미치 연수생(일본어: 坂道研修生 사카미치 켄슈생[*])은 사카미치 합동 오디션에 합격했지만, 사카미치 시리즈의 각 그룹에 정식으로 배치되지 못한 노기자카46, 케야키자카46, 히나타자카46의 연수생의 총칭.

### 개요
2018년 11월, 사카미치 합동 오디션이 행해지고 합격한 39명 중 21명이 각 그룹에 배치됐지만 합격한 멤버 중에서 그룹에 배치되지 못한 나머지 멤버는 「사카미치 연수생」으로 활동을 개시.
2019년 9월 7일, 사카미치 연수생 공식 사이트를 개설. 공식 사이트에서 사카미치 연수생 15명의 프로필과 사진이 첫 공개했다. 동년 10월 30일 · 11월 12일 · 11월 20일, 사카미치 연수생 합동으로 히가시메이한 Zepp 투어를 오사카, 도쿄, 아이치의 3개 도시에서 개최.
2020년 2월 15일, 정식으로 그룹 배속되는 것을 발표. 동년 2월 16일에는 「사카미치 연수생 배속발표 SHOWROOM」에서 배속선을 발표. 사카미치 연수생 15명의 내역은 노기자카46의 4기생에 5명, 케야키자카46의 2기생에 6명, 히나타자카46의 3기생에 3명, 학업 때문에 활동 사퇴가 1명이 되었다.

### 멤버
| 이름            | 일본어 표기 | 요미가나        | 생년월일               | 출신지      | 배속선       | 비고     |
| --------------- | ----------- | --------------- | ---------------------- | ----------- | ------------ | -------- |
| 쿠로미 하루카   | 黒見明香    | くろみ はるか   | 2004년 1월 19일(21세)  | 도쿄도      | 노기자카46   |          |
| 사토 리카       | 佐藤璃果    | さとう りか     | 2001년 8월 9일(24세)   | 이와테현    | 노기자카46   |          |
| 하야시 루나     | 林瑠奈      | はやし るな     | 2003년 10월 2일(21세)  | 가나가와현  | 노기자카46   |          |
| 마츠오 미유     | 松尾美佑    | まつお みゆ     | 2004년 1월 3일(21세)   | 지바현      | 노기자카46   |          |
| 유미키 나오     | 弓木奈於    | ゆみき なお     | 1999년 2월 3일(26세)   | 교토부      | 노기자카46   | 최연장자 |
| 엔도 히카리     | 遠藤光莉    | えんどう ひかり | 1999년 4월 17일(26세)  | 가나가와 현 | 케야키자카46 |          |
| 오오조노 레이   | 大園玲      | おおぞの れい   | 2000년 4월 18일(25세)  | 가고시마현  | 케야키자카46 |          |
| 오오누마 아키호 | 大沼晶保    | おおぬま あきほ | 1999년 10월 12일(25세) | 후쿠오카현  | 케야키자카46 |          |
| 코사카 마리노   | 幸阪茉里乃  | こうさか まりの | 2002년 12월 19일(22세) | 미에현      | 케야키자카46 |          |
| 마스모토 키라   | 増本綺良    | ますもと きら   | 2002년 1월 12일(23세)  | 효고현      | 케야키자카46 |          |
| 모리야 레나     | 守屋麗奈    | もりや れな     | 2000년 1월 2일(25세)   | 도쿄 도     | 케야키자카46 |          |
| 타카하시 메구니 | 髙橋未来虹  | たかはし みくに | 2003년 9월 27일(21세)  | 도쿄 도     | 히나타자카46 |          |
| 모리모토 마리이 | 森本茉莉    | もりもと まりぃ | 2004년 2월 23일(21세)  | 도쿄 도     | 히나타자카46 |          |
| 야마구치 하루요 | 山口陽世    | やまぐち はるよ | 2004년 2월 23일(21세)  | 돗토리현    | 히나타자카46 | 최연소   |
| 마츠오카 마나미 | 松岡愛美    | まつおか まなみ | 2002년 4월 2일(23세)   | 도쿄 도     | 활동사퇴     |          |

### 내용주
1. ↑  사쿠라자카46로서의 첫 싱글의 발매일은 2020년 12월 9일[5].
2. ↑  히나타자카46의 데뷔 싱글 「큥」의 발매일. 히라가나 케야키자카46로서는 2018년 6월 20일에 첫 앨범 『달려가는 순간』을 발매해, 싱글 CD는 발매하지 않았다[10][11].